# Левент V
„Левент V“ (на турски: 5. Levent) е квартал на Истанбул, разположен в градска околия Еюпсултан. Според данни на Адресната система за регистриране на населението (ABPRS) към 2024 г. населението на „Левент V“ е 12 279 жители.